# César Rincón
Julio César Rincón Ramírez (Bogotá, 5 de septiembre de 1965) es un torero retirado y ganadero colombiano. En 1991 salió por la puerta grande de Las Ventas en cuatro ocasiones, hecho inédito hasta la fecha que no se ha vuelto a repetir. Se trata del torero americano más importante de la historia.

## Biografía
Hijo de familia humilde, menor de cinco hermanos. Con diez años empezó a interesarse en el mundo del toreo y pronto se convirtió en un niño torero delante de becerros. En 1981 llegó a Madrid, donde empezó a realizar sus primeros escarceos con la ayuda de su apoderado, el antioqueño Pedro Domingo.
Tomó la alternativa el 8 de diciembre de 1982 en su ciudad natal, siendo su padrino Antoñete y el testigo José Mari Manzanares (padre). En julio de 1983 confirmó su alternativa en la Plaza de toros de México, y en septiembre de 1984 en Las Ventasde Madrid. En 1990 recibió una cornada grave en Palmira (Valle del Cauca). Fue, junto a Ortega Cano, el triunfador de la temporada taurina de 1991, año en el que debutó en Francia. Ese año salió cuatro veces a hombros por la puerta grande, hecho inédito hasta la fecha y que no se ha vuelto a repetir. Las salidas fueron dos días consecutivos en la Feria de San Isidro en Madrid de 1991, el  6 de junio en una corrida mano a mano con José Ortega Cano, y en octubre. Durante 28 años mantuvo el record de haber sido el último torero americano en abrir la puerta grande de Las Ventas, hasta que en 2016 el diestro peruano Andrés Roca Rey logró dicho triunfo.
En 1993 se inauguró la plaza de toros César Rincón de Duitama (Boyacá). Además, en 1993 se convirtió en ganadero de toros bravos adquiriendo la ganadería de Las Ventas del Espíritu Santo, vacada que pasta en la sabana cundinamarquesa, en el municipio de Albán (Cundinamarca) criando toros del encaste Domecq. En las temporadas de 1995 y 2005 salió nuevamente por la puerta grande de Las Ventas.
Entre 1999 y 2002 estuvo apartado del mundo del toro debido la hepatitis C adquirida por una transfusión sanguínea. En 1999 se hizo con la propiedad de la ganadería El Torreón, que pasta en Santa Cruz de la Sierra (Cáceres) y cría toros del encaste Domecq.
Reapareció en enero de 2003 en Olivenza (Badajoz). Su retiro tuvo lugar el 23 de septiembre de 2007, acompañado por las banderas de Colombia y España, ante un público que llenó hasta las banderas la plaza Monumental de Barcelona (España). En Colombia se despidió del toreo en la Plaza de toros de Santamaría en febrero de 2008.
Se trata de la figura de la tauromaquia americana más comprometida en su defensa y en la del toro bravo, especialmente frente a los ataques políticos abolicionistas antitaurinos en Colombia.

## Homenajes
Señalar el pasodoble El César de los Ruedos, de los autores Germán Amor y Juan Carlos Cortés. Su biografía De Madrid al cielo (1992) es obra del periodista taurino Javier Millán. Fue homenajeado por el Centro de Estudios Taurinos en Las Ventas en 2021 por el 30 aniversario de la histórica temporada de 1991.
Serie Colombiana llamada Puerta Grande emitida en 1992-1993 por el canal RCN para canal A